# Camille Combeau
Pas d'image ? Cliquez ici

a Compétitions nationales et continentales officielles uniquement.

b Matchs officiels uniquement.
Camille Combeau, né le 1er juin 1932 à Châlus et mort le 11 mai 2019 à Castres, est un joueur de rugby à XIII international français évoluant au poste de deuxième ligne dans les années 1950 et 1960.
Il joue plusieurs années au sein du club de l'AS Carcassonne où il a une part active dans le succès de ce club avec deux titres de Coupe de France en 1961 et 1963
Fort de ses performances en club, il côtoie l'équipe de France et compte une sélection le 18 novembre 1961 contre la Nouvelle-Zélande.

## Biographie

### Palmarès
- Collectif :
  - Vainqueur de la Coupe de France : 1961 et 1963 (Carcassonne).
  - Finaliste de la Coupe de France : 1960 (Carcassonne).

### Détails en sélection
| 2. | 18 novembre 1961 | Nouvelle-Zélande | 2-23 | Test-match | Deuxième ligne | 2 | - | 1 | - |